# Francisco Rodríguez Rodríguez
Francisco Rodríguez Rodríguez, ostentó el cargo de gobernador civil de Málaga desde octubre a diciembre de 1936. Al igual que su predecesor en el cargo, José Antonio Fernández Vega, tuvo que hacer frente a la situación de desgobierno y anarquía en que se vio sumida Málaga durante los primeros meses de la guerra civil española.
Su breve permanencia en el cargo quedó suficientemente reivindicada mediante el apoyo implícito que brindó a la iniciativa del cónsul de México, Porfirio Smerdou, que estaba asilando a varias familias, librándolas de la represión, el gobernador decidió apoyar esta iniciativa, nombrando, con categoría oficial, un representante español a su cargo para que facilitara, la labor humanitaria del cónsul.

## Trayectoria
| Predecesor: José Antonio Fernández Vega | Gobernador civil de Málaga 10 de octubre de 1936 - 10 de diciembre de 1936 | Sucesor: Luis Arráez Martínez |

- Datos: Q8962544